# Turniej o Brązowy Kask 2008
Turniej o Brązowy Kask 2008 – zawody żużlowe, organizowane przez Polski Związek Motorowy dla zawodników do 19. roku życia. W sezonie 2008 rozegrano dwa turnieje półfinałowe oraz finał, w którym zwyciężył Artur Mroczka.

## Finał
- Gdańsk, 26 września 2008
- Sędzia: Józef Piekarski

| Msc. | Zawodnik                | Klub                  | Pkt   |             |  |
| ---- | ----------------------- | --------------------- | ----- | ----------- |  |
| 1    | Artur Mroczka           | GTŻ Grudziądz         | 13    | (3,3,3,1,3) |  |
| 2    | Maciej Janowski         | WTS Wrocław           | 12    | (2,2,3,2,3) |  |
| 3    | Adrian Szewczykowski    | Stal Gorzów Wlkp.     | 11 +3 | (2,1,3,3,2) |  |
| 4    | Damian Sperz            | Wybrzeże Gdańsk       | 11 +u | (2,2,3,3,1) |  |
| 5    | Rafał Fleger            | Kolejarz Opole        | 10    | (3,1,1,2,3) |  |
| 6    | Patryk Dudek            | ZKŻ Zielona Góra      | 9     | (w,3,2,2,2) |  |
| 7    | Michał Łopaczewski      | Polonia Bydgoszcz     | 8     | (0,0,2,3,3) |  |
| 8    | Kacper Gomólski         | Start Gniezno         | 7     | (1,0,2,3,1) |  |
| 9    | Dawid Lampart           | Stal Rzeszów          | 6     | (3,3,0,w,u) |  |
| 10   | Sławomir Musielak       | Start Gniezno         | 6     | (1,1,1,1,2) |  |
| 11   | Sławomir Pyszny         | RKM Rybnik            | 5     | (u,3,w,2,w) |  |
| 12   | Borys Miturski          | Włókniarz Częstochowa | 5     | (3,u,2,d,w) |  |
| 13   | Marcin Piekarski        | Włókniarz Częstochowa | 5     | (1,2,1,d,1) |  |
| 14   | Damian Celmer           | KS Toruń              | 4     | (2,2,u,–,–) |  |
| 15   | Maciej Piaszczyński     | KM Ostrów Wlkp.       | 3     | (d,1,1,1,w) |  |
| 16   | Mateusz Szostek         | Stal Rzeszów          | 2     | (1,0,0,1,w) |  |
|      | rez. Mateusz Kowalczyk  | Włókniarz Częstochowa | 0     | (u)         |  |
|      | rez. Mateusz Lampkowski | KS Toruń              | 0     | (u,w)       |  |

Bieg po biegu:
1. Mroczka, Janowski, Piekarski, Pyszny (u/4)
2. Miturski, Szewczykowski, Gomólski, Łopaczewski
3. Lampart, Celmer, Musielak, Dudek (w)
4. Fleger, Sperz, Szostek, Piaszczyński (d/4)
5. Lampart, Piekarski, Piaszczyński, Miturski (u)
6. Dudek, Janowski, Fleger, Gomólski
7. Mroczka, Celmer, Szewczykowski, Szostek
8. Pyszny, Sperz, Musielak, Łopaczewski
9. Sperz, Gomólski, Piekarski, Celmer (u/1)
10. Janowski, Miturski, Musielak, Szostek
11. Mroczka, Łopaczewski, Fleger, Lampart
12. Szewczykowski, Dudek, Piaszczyński, Pyszny (w)
13. Szewczykowski, Fleger, Musielak, Piekarski (d/4)
14. Łopaczewski, Janowski, Piaszczyński, Kowalczyk (d/4)
15. Sperz, Dudek, Mroczka, Miturski (d/4)
16. Gomólski, Pyszny, Szostek, Lampart (u/w)
17. Łopaczewski, Dudek, Piekarski, Szostek (u/w)
18. Janowski, Szewczykowski, Sperz, Lampart (u/3)
19. Mroczka, Musielak, Gomólski, Lampkowski (u) (Piaszczyński w/2min)
20. Fleger, Lampkowski (u/w), Miturski (u/w), Pyszny (u/w)
21. Bieg 3. miejsce: Szewczykowski, Sperz (u/2)